# Мошаров Станіслав Іванович
Мошаров Станіслав Іванович (рос. Станисла́в Ива́нович Мошаро́в; нар. 2 червня 1967, Челябінськ, РРФСР, СРСР) — російський політик, з 4 червня 2010 року — голова Челябінської міської думи, з 4 червня 2010 року по 28 липня 2015 року.